# Cuisy (Meuse)
Cuisy település Franciaországban, Meuse megyében. Lakosainak száma 48 fő (2022. január 1.). Cuisy Béthincourt, Gercourt-et-Drillancourt, Malancourt, Montfaucon-d’Argonne és Septsarges községekkel határos.

## Népesség
A település népességének változása:
| Lakosok száma | 49   | 51   | 53   | 44   | 53   | 51   | 46   | 48   | 47   | 48   |
|               | 1968 | 1982 | 1990 | 2006 | 2013 | 2015 | 2017 | 2019 | 2020 | 2022 |